# The Executioners (wrestling)
The Executioners (pl. Oprawcy, Egzekutorzy, Kaci) – tag team w wrestlingu oraz gimmick zamaskowanych wrestlerów występujących solo m.in. w World Wide Wrestling Federation (WWWF; późniejsze World Wrestling Federation).

## Historia gimmicku
Pierwotną wersją gimmicku The Executioners był tag team utworzony przez z dwóch zamaskowanych zawodników w 1976 przez debiutującego w tej roli Executionera #1, odgrywanego przez Killera Kowalskiego. W tym samym roku Executioner #1 trenował Executionera #2, którego odgrywał Big John Studd. W dniu 11 maja 1976 The Executioners sięgnęli po tytuły WWWF Tag Team Championship pokonując Louisa Cerdana i Tony’ego Parisi. Niedługo później dołączył do nich Executioner #3 odgrywany przez Nikolaia Volkoffa tworząc tym samym stajnię. W październiku 1976 zwakowali tytuły po tym jak odkryto, że w jednej z walk uczestniczył trzeci Executioner. The Executioners prowadzili kilka rywalizacji na przełomie lat 1976-1977, m.in. z Billym White Wolfem i Chiefem Jay Strongbowem. W 1977 The Executioners rozpadli się jako stajnia i tag team. W kolejnych latach występowali różni zawodnicy w tym gimmicku już jako pojedynczy wrestlerzy, a także jako tag teamy Lords of Darkness (odgrywani przez Duane Gilla i Barry’ego Hardy) w WWF oraz World Wrestling Association (WWA) oraz The Masked Executioners (odgrywani przez Rona Shawa i AJ Petrucciego w National Wrestling Federation - NWF).  

### Zawodnicy walczący w gimmicku Executionera

#### 1976–1977
- Killer Kowalski[5]
- Big John Studd
- Nikolai Volkoff

#### 1982
- Ron Shaw (1981–1985[6][7])

#### 1985
- Buddy Rose (podczas gali WrestleMania I[8])

#### 1988–1994
- Duane Gill[9][10]
- Barry Hardy[11]

#### 1996
- Terry Gordy (1996–1997[12])